# D.A.M.A
D.A.M.A (sigla para a expressão Deixa-me Aclarar-te a Mente Amigo estilizada como D.Δ.M.A ou DAMA). A banda, formada oficialmente em 2008, alcançou o sucesso em 2013/14, podendo ser considerada um dos projetos portugueses de música pop mais bem-sucedidos da década de 2010. Atualmente, os integrantes do D.A.M.A. são Francisco Maria Pereira (mais conhecido como Kasha), Miguel Coimbra e Miguel Cristovinho.

## História

### Formação da banda (2006 – 2014)
Francisco Maria Pereira e Miguel Coimbra conhecem-se desde os seus seis anos, tendo sido colegas no colégio. Na aula de português começaram a escrever as suas composições em verso, resultando numa saudável competição entre os dois. Em 2008 tiveram a ideia de juntarem as suas rimas a um instrumental, nascendo, assim, D.A.M.A, inicialmente composta pelos dois e pela amiga Filipa (Pipa).
O primeiro concerto da banda foi no Colégio de São João de Brito, em Lisboa. Seguiram-se várias atuações em discotecas da capital e do Estoril. Em 2011, a versão da banda da música "Popless", dos GNR, tocou pela primeira vez na rádio.
Em 2011 convidaram o amigo Miguel Cristovinho para compor um tema em conjunto, Quer. Cristovinho acabaria por entrar para o coletivo ainda nesse ano aproximadamente na mesma altura da saída de Pipa.
Francisco Maria Pereira estudou direito e Miguel Coimbra e Miguel Cristovinho estudaram Gestão. Com o sucesso da banda largaram tudo para se dedicarem a 100% à música. Cristovinho dedica-se mais à melodia enquanto Kasha à composição das letras e Coimbra à produção.
Em 2013 apresentaram-se ao vivo em dois dos seus primeiros grandes concertos. O primeiro foi no palco secundário do MEO Sudoeste (Zambujeira do Mar). O segundo aconteceu nas Festas do Mar em Cascais.

### Uma Questão de Princípio(2014 – 2015)
Em Março de 2014 tornaram-se aposta do canal MTV tornando-se artista MTV Linked pelo Talento. A 13 de Julho de 2014 fazem a primeira parte do concerto dos One Direction no Estádio do Dragão, no Porto, onde atuaram para 65 mil pessoas.
Assinam com a editora Sony Music em 2014. O primeiro álbum, Uma Questão de Princípio, foi lançado em 29 de Setembro de 2014. O disco conta com as participações de Salvador Seixas em Balada do Desajeitado (versão de um tema dos Quadrilha), Mia Rose em The Secrets in Silence e da cantora brasileira Gabi Luthai em Só Quero Você.
O álbum estreou no terceiro lugar do top de vendas nacional e esteve em primeiro lugar durante 19 semanas. Tendo estado 54 semanas no top 10 nacional, foi certificado como dupla platina pela AFP tendo vendido até à data mais de 30 mil cópias.
O tema inédito O Maior recebeu, em Março de 2015, o prémio Muito Mais Que Uma Música na conferência O que de Verdade Importa, realizada no Campo Pequeno em Lisboa.
A 6 de maio de 2015 participaram no programa Manhãs da Comercial da Rádio Comercial, onde assinalaram o Dia Internacional da Língua Portuguesa com uma paródia da música Às Vezes – Escuto e Observo Erros de Português (em colaboração com Vasco Palmeirim).
Às Vezes foi nomeado nos Globos de Ouro da SIC como Melhor Música. Também foram nomeados nas categorias de Melhor Grupo e Revelação do Ano (única categoria votada pelo público), apesar de não terem vencido em nenhuma das categorias.
Em Junho de 2015 recebem o Prémio José da Ponte atribuído pela Sociedade Portuguesa de Autores com o objectivo de distinguir "novos autores musicais que se tenham afirmado recentemente".
O álbum de estreia foi reeditado em 2 de Junho de 2015 com as faixas Quer e O Maior. Após um ano de vendas, o álbum esteve sempre no top nacional e foi um dos discos mais vendidos nesse período. Após 48 semanas consecutivas no top 10 nacional, o álbum passou para o 18.º lugar.
Em Setembro de 2015 foram nomeados na categoria de Best Portuguese Act nos MTV Europe Music Awards. A banda perdeu para Agir que representou Portugal na premiação.

### Dá-me Um Segundo(2015 – 2016)
A 16 de Junho de 2015 foi lançado um novo single: Não Dá. A 22 de Setembro de 2015 foi lançado o single  Não Faço Questão com a participação do brasileiro Gabriel o Pensador. A música chegou ao número 1 no iTunes em Portugal.
O álbum Dá-me Um Segundo foi lançado a 23 de Outubro. O álbum entrou para o primeiro lugar do top de vendas nacional. Na segunda e terceira semanas de vendas manteve-se como o mais vendido. Nas primeiras 55 semanas passou 40 delas no top 10.
A 13 e 14 de Novembro de 2015 atuaram na Campo Pequeno em Lisboa. Estes concertos especiais contaram com participações de Mia Rose, Salvador Seixas, João Pequeno, Player, João Só e o espanhol Abraham Mateo.
Com mais de 180 mil seguidores no Facebook, a banda soma 32 milhões de visualizações acumuladas no YouTube, tem os vídeos portugueses mais visualizados no YouTube em 2015.
A 23 de Novembro de 2015 apresentaram uma nova música intitulada Miúdos, versão da música Garotos II - O Outro Lado do brasileiro Leoni.
No ano de 2015 foram a banda portuguesa mais ouvida no Spotify, em Portugal, estando em 6.º lugar dos artistas mais ouvidos a nível nacional e o álbum Uma Questão de Princípio o mais ouvido. Também foram a banda mais ouvida a no serviço MEO Music no ano de 2015.
A versão da música Às Vezes, cantada com Vasco Palmeirim nos estúdios da Rádio Comercial, foi o 6.º vídeo mais visto pelos portugueses em 2015.
A 2 de Janeiro de 2016 atuaram em Lisboa, num concerto no Terreiro do Paço.
Ainda nesse mês, após 4 meses de vendas, o segundo álbum da banda foi certificado como platina pela AFP por vendas superiores a 15 000 unidades.
A 2 de março de 2016 venceram nas categorias de Banda do Ano e Melhor Álbum do Ano com Dá-me Um Segundo na gala portuguesa Trend Music Awards. Ainda tinham sido nomeados para Colaboração do Ano com Eu não Faço Questão (com Gabriel O Pensador), Melhor Performance e Música do Ano com Não Dá.
A 12 de Março de 2016 venceram na categoria de Músico Português Favorito na gala de prémios internacional Kids' Choice Awards do canal Nickelodeon contra Agir, Carlão e Filipe Gonçalves.
A 11 de Abril lançaram uma música chamada Joni (Lagostim) para a campanha de prevenção solar da Liga Portuguesa Contra o Cancro.
O tema Não Faço Questão (com Gabriel o Pensador) foi nomeado como Melhor Música nos Globos de Ouro da SIC. Foram também nomeados na categoria Melhor Grupo que venceram.
Em Abril de 2016 participaram numa música comemorativa dos 20 anos do Canal Panda, juntamente com Mia Rose, D8, Carolina Deslandes, Ruben Madeira, Miguel Gameiro, Diogo Piçarra, Sara Mestre, Cláudia Semedo, Maria Vasconcelos, Isabel Figueira, Sara Esteves Cardoso e os ÁTOA.
A 13 de maio de 2016 lançaram uma versão em espanhol da música Às Vezes intitulada A Veces com a participação de Andrés Ceballos.
A 28 de maio de 2016 atuaram no Rock in Rio, com a participação de Gabriel o Pensador como convidado especial para uma plateia perto dos 85 mil espectadores.
Em Junho de 2015, participaram no projeto solidário Passa a Outro e Não ao Mesmo da Rádio Comercial onde compuseram e gravaram uma música em apenas 24 horas para um álbum solidário chama-da Sinto.
A 14 de Julho de 2016 atuaram no festival MEO Marés Vivas para cerca de 25 mil pessoas.
Em Setembro de 2016 foram nomeados novamente na categoria de Best Portuguese Act nos MTV Europe Music Awards, tendo perdido para David Carreira.
A 21 de Outubro atuaram no MEO Arena em Lisboa, "a maior sala do país", com casa cheia.

### Lado a Lado(2017 - presente)
A 12 de setembro de 2016, a rádio Mega Hits estreou o single Era Eu, anunciando que era a primeira amostra do novo álbum da banda. O nome do álbum, Lado a Lado foi revelado a 3 de outubro de 2017 no "instagram" oficial da banda. O álbum tem lançamento previsto para 25 de novembro, tendo sido lançado duas semanas antes nas plataformas digitais.
Em 2017, o concerto do grupo no MEO Marés Vivas 2016 foi vencedor da melhor performance ao vivo - portuguesa ou espanhola nos Iberian Festival Awards 2017.
Em Janeiro de 2017 começaram a digressão Era Uma Vez, no Centro Cultural Olga Cadaval em Sintra.
Em Abril de 2017 criam o projeto Acorda o Sonho, uma bolsa de talentos com o objectivo de dar apoio financeiro, revertendo parte das receitas ganhas,  e estratégico a portugueses talentosos.
A 8 de Abril atuam pela primeira vez no Coliseu do Porto.
Em Abril de 2017, Mia Rose lança o single Sussuro com a participação da banda.
A 21 de Abril lançam a música Não Dá em espanhol, intitulada No Más, continuando assim a promoção da música da banda em Espanha. A 18 de Maio lançaram dois singles, Pensa Bem (com ProfJam) e Não Comeces. A 23 de Outubro lançaram o single Oquelávai.
O concerto de apresentação do álbum, que seria realizado a 25 de novembro no Campo Pequeno, foi adiado para 9 de fevereiro de 2018 devido ao atraso na gravação do do álbum e à complexidade técnica do espetáculo".
Em apenas duas semanas a banda conquistou Disco de Ouro.
Em Março de 2018, o vídeo “Era Eu” conquista o primeiro prémio nos Los Angeles Music Video Awards na categoria “Best Feel Good Video” e ainda o prémio do público – “People’s Choice”.
“Era Eu” foi uma das músicas mais tocadas em 2017 e o vídeo, realizado por Boy-friend 1, já conta com mais de 12 milhões de visualizações.
A 18 de abril de 2018 lançam o 5ª single do álbum: a escolha recaiu em "Nasty". O videoclip foi produzido por Mundo4K, Ana Banana e Maria Andrade.

## Discografia

### Álbuns
- Uma Questão de Princípio (Sony Music, 2014)
- Dá-me Um Segundo (Sony Music, 2015)
- Lado a Lado (Sony Music, 2017)
- Sozinhos à Chuva (Sony Music, 2020)
- Canções Bonitas em Português (Sony Music, 2023)

### Singles
2014:
- Balada do Desajeitado[51]
- Luísa[52]

2015:
- O Maior[53]
- Não Dá[54]
- Não Faço Questão (com Gabriel o Pensador)[55]

2016:
- Agora é Tarde[56]
- Joni (Lagostim) [Radio Edit][57]
- Tempo pra Quê (com Player)
- Ás Vezes  [58]
- Era Eu[59]

2017:
- Miudos[60]
- Sussuro (Mia Rose feat. D.A.M.A)[49]
- Não Dá [61]
- Pensa Bem (com ProfJam)[62]
- Não Comeces[62]
- Oquelávai[63]

2018:
- Nasty
- Clarear (com POLLO)

2020:
- Tento
- Um Bocado (III - afundar)
- Deixa-me Ir (Versão Acústica)
- Oh No (Com Mike11)
- Ela (II - florescer)
- A Quarentena Matou-nos (XV - desapegar)

2021:
- 2021

2022:
- Casa

2023:
- Loucamente (com Los Romeros)

2024:
- Oliveirinha da Serra
- Eu e Tu
- 01:59
- Por ti Amor

2025:
- Há-de Ser
- Terra da Maria

### Músicas lançadas fora dos álbuns
2010:
- Vida
- Epirito de Dios
- The Moon (com Guigui)

2007:
- Eu Sei (versão de 2007)
- Sente a Minha Magia (Versão de 2007)
- Eu Sei (versão acústica)[64]

2008:
- Consciência

2011:
- Popless (versão de 2011 com Salvador Cameira)
- Wonder Where You Are

2012:
- Quer (versão de 2012)
- A Minha Inspiração

2014:
- Carta ao Pai Natal (paródia da música All I Want for Christmas Is You de Mariah Carey)
- Balada do Embrulhado com B4 e RFM

2015:
- Às Vezes (Escuto e Observo Erros de Português) - com Vasco Palmeirim[65]

2016:
- Parabéns Panda (música comemorativa dos 20 anos do Canal Panda com a participação de outros artistas)[35]
- Sinto - música para o álbum solidário Passa a Outro e Não ao Mesmo da Rádio Comercial[37]

## Tours
1. Tour 2014 (2014)
2. Tour 2015 (2015)[66]
3. Tour Auditórios Montepio (2015)
4. D.A.M.A Road Trip - McDonald's (2015)[67]
5. Caravana Ibiza Connect Tour (2015)
6. Tour 2016 (2016)
7. Era Uma Vez (2017)
8. Tour Lado a Lado (2017 - 2018)[68]

## Prémios e indicações
| Ano  | Premiação                      | Categoria                     | Trabalho                                  | Resultado | Ref.          |
| ---- | ------------------------------ | ----------------------------- | ----------------------------------------- | --------- | ------------- |
| 2015 | O que de Verdade Importa       | Muito Mais Que Uma Música     | O Maior                                   | Venceu    |               |
| 2015 | Globos de Ouro                 | Melhor Música                 | Às Vezes                                  | Indicado  | [ 69 ]        |
| 2015 | Globos de Ouro                 | Revelação do Ano              |                                           | Indicado  | [ 69 ]        |
| 2015 | Globos de Ouro                 | Melhor Grupo                  |                                           | Indicado  | [ 69 ]        |
| 2015 | Prémio Autores                 | Prémio José da Ponte          |                                           | Venceu    | [ 70 ]        |
| 2015 | MTV Europe Music Awards        | Best Portuguese Act           |                                           | Indicado  | [ 71 ]        |
| 2016 | Trend Music Awards             | Banda do Ano                  |                                           | Venceu    | [ 72 ]        |
| 2016 | Trend Music Awards             | Álbum do Ano                  | Dá-me Um Segundo                          | Venceu    | [ 72 ]        |
| 2016 | Trend Music Awards             | Colaboração do Ano            | Não Faço Questão (com Gabriel o Pensador) | Indicado  | [ 73 ]        |
| 2016 | Trend Music Awards             | Música do Ano                 | Não Dá                                    | Indicado  | [ 73 ]        |
| 2016 | Trend Music Awards             | Melhor Performance            |                                           | Indicado  | [ 73 ]        |
| 2016 | Kids' Choice Awards            | Músico Português Favorito     |                                           | Venceu    | [ 74 ]        |
| 2016 | Globos de Ouro                 | Melhor Música                 | Não Faço Questão (Com Gabriel o Pensador) | Indicado  |               |
| 2016 | Globos de Ouro                 | Melhor Grupo                  | Dá-me Um Segundo                          | Venceu    | [ 75 ]        |
| 2016 | MTV Europe Music Awards        | Best Portuguese Act           |                                           | Indicado  |               |
| 2017 | Iberian Festival Awards        | Best Live Performance (Es/Pt) | Concerto no MEO Marés Vivas 2016          | Venceu    |               |
| 2017 | Nova Era Melhores do Ano       | Melhor Act Nacional           |                                           | Indicado  | [ 76 ] [ 77 ] |
| 2017 | Nova Era Melhores do Ano       | Melhor Single Nacional        | Não Dá                                    | Indicado  |               |
| 2018 | Los Angeles Music Video Awards | Best Feel Good Video          |                                           |           |               |
| 2018 | Los Angeles Music Video Awards | People’s Choice               | Era Eu (videoclipe)                       | Venceu    |               |